# Garrulus
Garrulus este un gen de păsări paseriforme din familia corvidelor, care include doar trei specii. Ele sunt cunoscute în mod obișnuit sub numele de gaițe.

## Taxonomie
Genul a fost stabilit de zoologul francez Mathurin Jacques Brisson în 1760. Specia tip este gaița eurasiatică (Garrulus glandarius). Numele Garrulus este un cuvânt latin care înseamnă pălăvrăgit, bolborosit sau zgomotos.

### Specii
Sunt recunoscute trei specii:
- Garrulus glandarius – gaiță
- Garrulus lanceolatus – gaiță cu cap negru
- Garrulus idthi – gaiță cu cap albastru

## Galerie

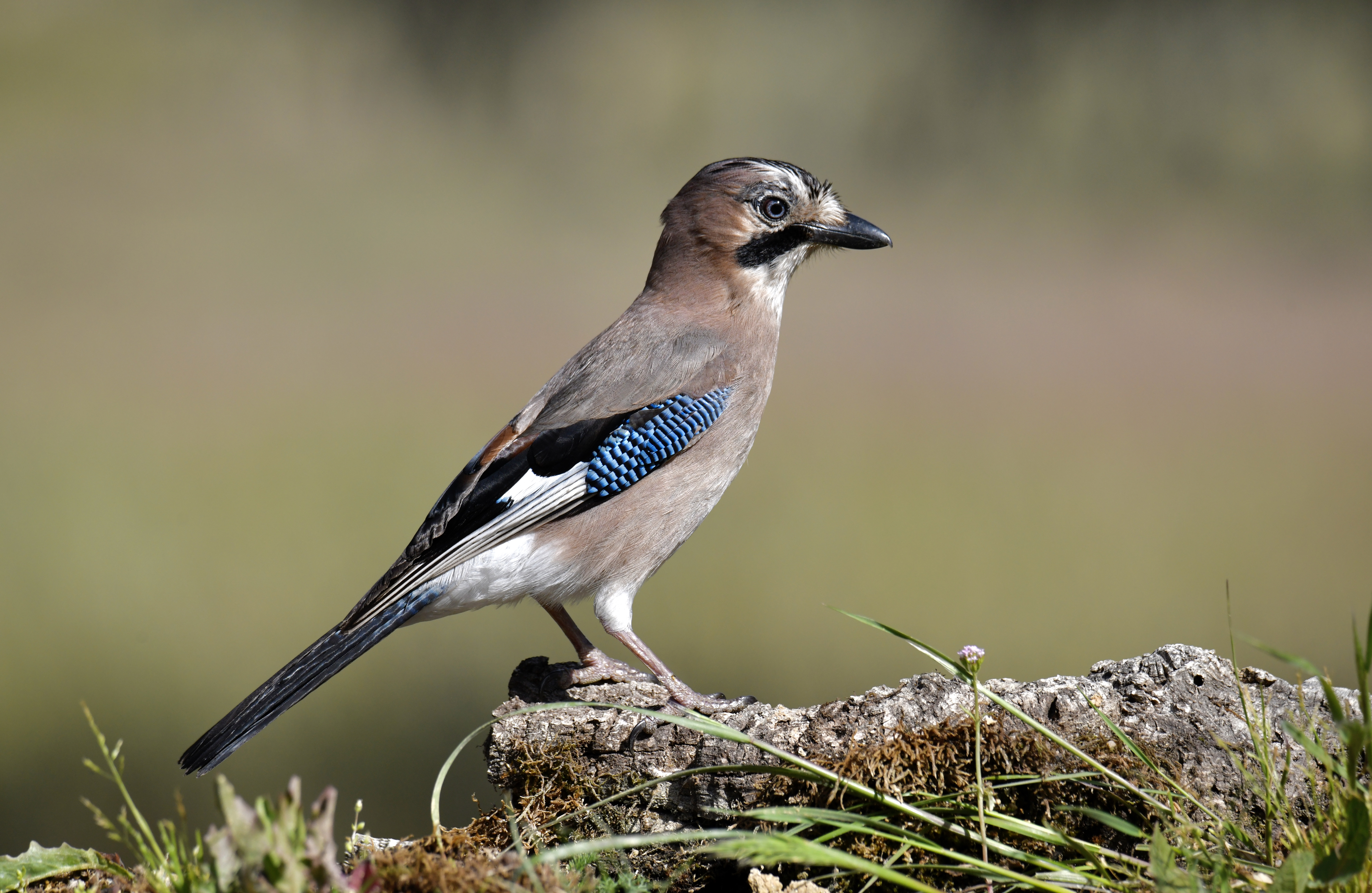
Gaiță
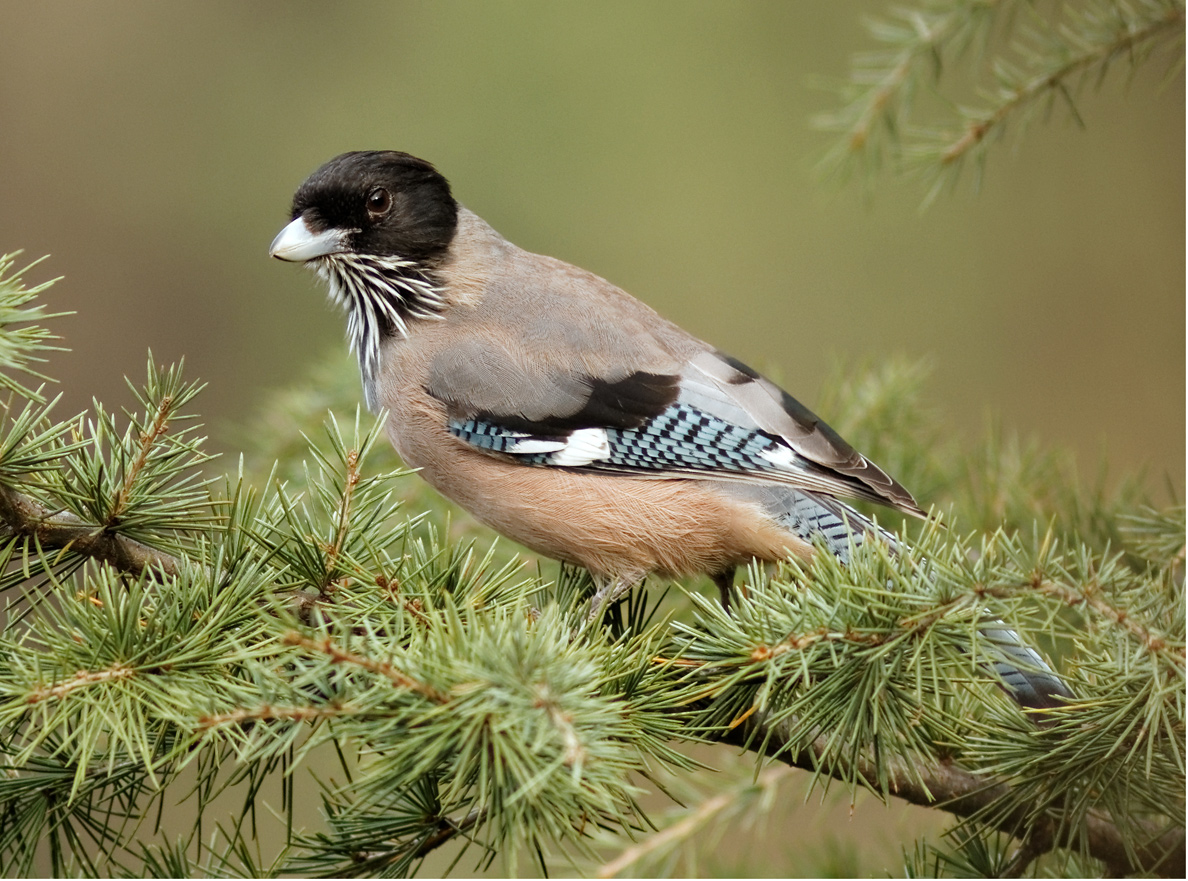
Gaiță cu cap negru
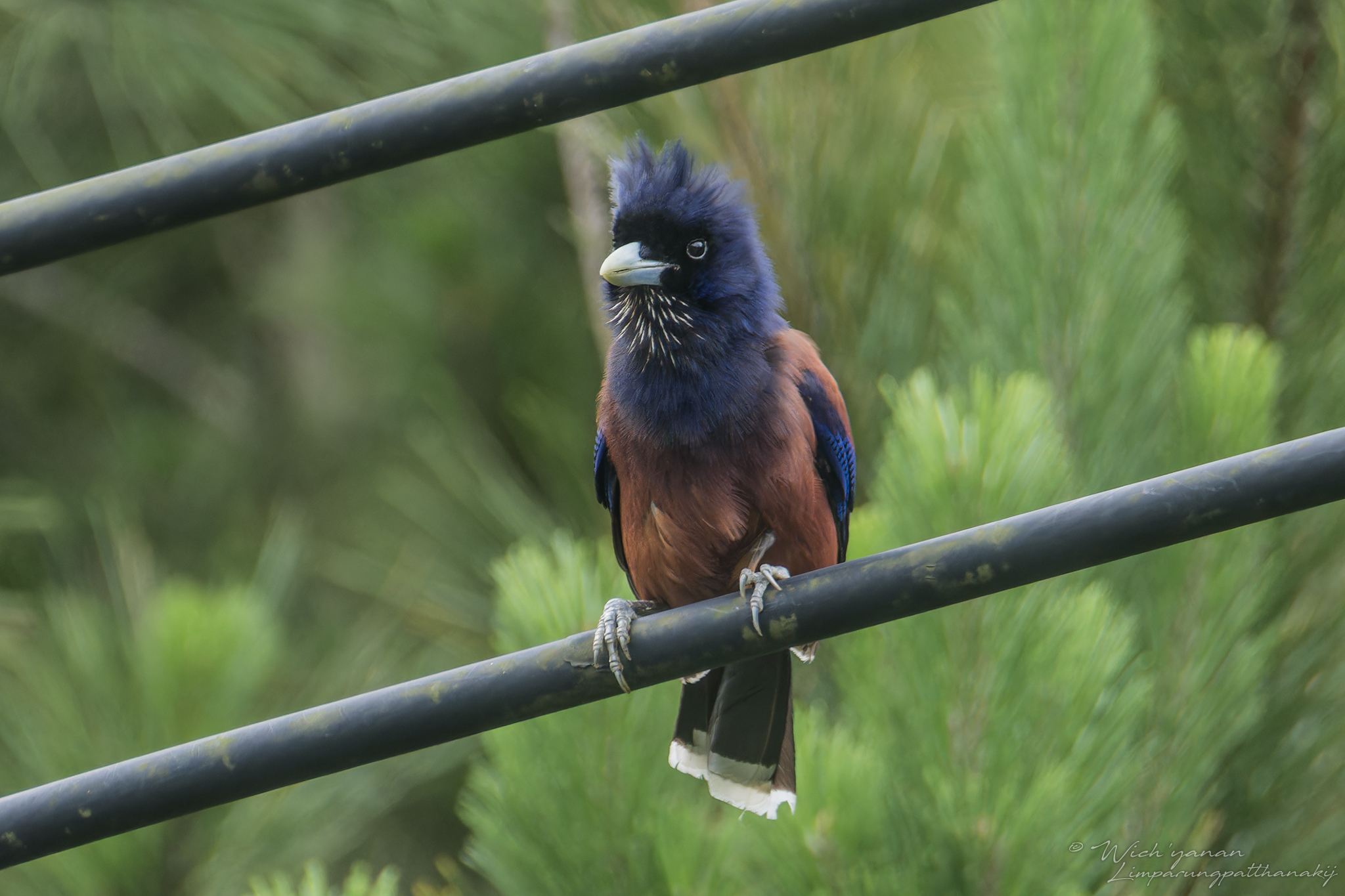
Gaiță cu cap albastru